# Il leone d'inverno
Il leone d'inverno (The Lion in Winter) è un film del 1968 diretto da Anthony Harvey, tratto dall'omonima opera teatrale del 1966 di James Goldman.

## Trama
1183. Enrico II Plantageneto, ormai cinquantenne, è in forte difficoltà nello scegliere l'erede dell'Impero angioino dopo la rivolta che lo ha visto contrapposto a sua moglie Eleonora d'Aquitania e ai figli avuti con lei; da allora la moglie vive in totale clausura nel forte di Salisbury, mentre i figli sono cresciuti lontano da lui. Il re convoca allora la sua famiglia al Castello di Chinon, in Touraine, per le festività natalizie: egli vorrebbe annunciare l'ascesa al trono del suo figlio più giovane, il gracile e pavido Giovanni (estraneo alla rivolta), mentre Eleonora vorrebbe favorire il loro primogenito, il belligerante Riccardo. Enrico invita anche Filippo II di Francia, figlio e successore del  primo marito di Eleonora, per risolvere un affare ancora più spinoso: prima della rivolta Enrico si era impegnato a dare Alais, sorellastra di Filippo, in sposa al futuro re d'Inghilterra, in cambio della strategica Contea del Vexin; aveva però finito per farne la propria amante. Filippo chiede dunque un matrimonio immediato, o la restituzione della contea: se nessuna delle sue richieste sarà esaudita, muoverà guerra contro Enrico.
Enrico tenta di accordarsi con Eleonora, la quale tuttavia gli riversa addosso tutta la propria rabbia: la regina accusa il marito di averla ripetutamente tradita, e insinua di essere stata a sua volta amante del padre di Enrico e del suo oppositore Thomas Becket, nonché di aver fatto uccidere la sua amante Rosamunda. Per chiederle perdono, il re le promette quindi di dare Alais (che la regina sa essere sua amante) in sposa a Riccardo, designandolo come suo erede; in cambio Eleonora gli cederà il Ducato d'Aquitania, che la donna vorrebbe invece dare a Giovanni in cambio della libertà. Il matrimonio tra Riccardo e Alais viene organizzato in fretta e furia, ma prima che la cerimonia abbia luogo Eleonora sbugiarda Enrico rivelando i loro piani: Riccardo, che voleva l'Aquitania per sé, rifiuta di sposarsi. Questa era in realtà una macchinazione di Enrico, finalizzata a non dare il trono al primogenito.
I tre fratelli sono ormai rivali tra loro. Giovanni inizia a temere di non salire più al trono; lo scaltro fratello mezzano, il duca di Bretagna Goffredo, gli suggerisce di allearsi con Filippo, dichiarare guerra a Enrico e spodestarlo; in cambio dell'aiuto, chiede di essere nominato consigliere, una volta che Giovanni sarà salito al trono. Mentre loro complottano col Re di Francia arriva Riccardo, che vorrebbe proporre al francese la stessa alleanza; Giovanni e Goffredo, nascosti dietro un arazzo, assistono al loro dialogo. Anche questo complotto viene interrotto dall'arrivo di Enrico, che costringe Riccardo a nascondersi a sua volta. Sapendo di essere ascoltato da tutti e tre i fratelli, Filippo rivela allora i loro complotti a danno di Enrico: egli aveva infatti finto di allearsi con Giovanni e Goffredo, mentre era diventato addirittura amante di Riccardo, ma questa relazione era servita solo ai suoi piani. Riccardo, furibondo, esce dal suo nascondiglio e affronta Filippo, il quale gli dice di aver sempre detestato il loro falso amore, ma di averlo portato avanti per perseguire i suoi scopi.
Sdegnato da tutti quei complotti, Enrico disereda i tre figli e li rinchiude in prigione, poi fa preparare una carovana per recarsi a Roma e chiedere al Papa l'annullamento del matrimonio con Eleonora, intenzionato a sposare Alais e avere con lei altri figli. Alais gli dice però che, se facesse così, non potrebbe mai più liberare i figli dalla prigione, perché essi ucciderebbero qualunque nuovo erede. Al colmo della rabbia, Enrico condanna a morte i figli. Eleonora corre nelle prigioni e dà ai figli dei pugnali con cui uccidere il padre: mentre Giovanni è pronto a farlo e Goffredo è intimorito, Riccardo rifiuta con sdegno di compiere il patricidio. Arriva Enrico, il quale, di fronte all'ardimento del primogenito, finisce per risparmiare la vita ai tre figli. Viene inoltre lasciato intendere che egli abbia riconosciuto il valore di Riccardo, e che lo nominerà suo erede.
Mentre i figli si allontanano, Enrico comprende di essere stato manipolato da Eleonora e che, nonostante tutto, la ama ancora: i due coniugi cadono l'uno nelle braccia dell'altro, accusandosi e perdonandosi a vicenda. Il mattino dopo la regina riparte a bordo della sua chiatta, e i due si salutano con amore, ripromettendosi di riprendere le loro schermaglie a Pasqua.

## Produzione
L'attore irlandese Peter O'Toole interpreta per la seconda volta Enrico II d'Inghilterra, dopo averlo già interpretato nel 1964 nella pellicola Becket e il suo re di Peter Glenville, stavolta in un periodo successivo rispetto a fatti narrati nel precedente film. Per la sua interpretazione, come nella precedente pellicola, fu candidato all'Oscar come miglior attore protagonista, ma nemmeno in questa occasione riuscì a vincere l'ambita statuetta.
Quando Katharine Hepburn (Eleonora d'Aquitania) dice che ha avuto sei figlie e cinque maschi commette un errore, poiché Eleonora d'Aquitania dal re di Francia (Luigi VII, da cui poi scelse di divorziare) ebbe due figlie (Maria e Alice), mentre da Enrico II ebbe tre femmine, cioè in totale cinque femmine, mentre per il numero dei figli maschi non commette errori e neanche per gli anni di matrimonio.
Era Adele non Alice (interpretata da Jane Merrow) il nome della promessa sposa di Riccardo, quindi ultima amante del re.
Sembra che sia stato lo stesso O'Toole a volare di persona fino a Los Angeles e a convincere la Hepburn (per la quale dopo la morte di Spencer Tracy si supponeva un ritiro dalle scene) ad accettare il ruolo di coprotagonista, facendole vedere anche il film Intolleranza: il treno fantasma del 1967, ultima regia di Anthony Harvey.

## Remake
Nel 2003 fu realizzata una versione televisiva per la regia di Andrei Konchalowskj, con Glenn Close nel ruolo di Eleonora d’Aquitania, la quale per questa interpretazione si aggiudicò il suo primo Golden Globe (categoria “Miglior attrice in una mini-serie o film per la televisione”).

## Riconoscimenti
- 1969 - Premio Oscar
  - Miglior attrice protagonista a Katharine Hepburn
  - Migliore sceneggiatura non originale a James Goldman
  - Miglior colonna sonora a John Barry
  - Candidatura Miglior film a Martin Poll
  - Candidatura Migliore regia a Anthony Harvey
  - Candidatura Miglior attore protagonista a Peter O'Toole
  - Candidatura Migliori costumi a Margaret Furse
- 1969 - Golden Globe
  - Miglior film drammatico
  - Miglior attore in un film drammatico a Peter O'Toole
  - Candidatura Miglior attrice in un film drammatico a Katharine Hepburn
  - Candidatura Migliore regia a Anthony Harvey
  - Candidatura Migliore sceneggiatura a James Goldman
  - Candidatura Miglior attrice non protagonista a Jane Merrow
  - Candidatura Miglior colonna sonora a John Barry
- 1969- British Academy Film Awards
  - Miglior attrice protagonista a Katharine Hepburn
  - Miglior colonna sonora a John Barry
  - Candidatura Miglior attore non protagonista a Anthony Hopkins
  - Candidatura Migliore sceneggiatura a James Goldman
  - Candidatura Migliore fotografia a Douglas Slocombe
  - Candidatura Migliori costumi a Margaret Furse
  - Candidatura Miglior sountrack a Chris Greenham
- 1969 - National Board of Review Award
  - Migliori dieci film
- 1970 - David di Donatello
  - Miglior produzione straniera a Martin Poll
- 1968 - New York Film Critics Circle Award
  - Miglior film
  - Candidatura Miglior attore protagonista a Peter O'Toole
  - Candidatura Miglior sceneggiatura a James Goldman
- 1968 - British Society of Cinematographers
  - Migliore fotografia a Douglas Slocombe
- 1969 - Directors Guild of America
  - DGA Award a Anthony Harvey e Kip Gowans (Assistente Regista)
- 1970 - Laurel Award
  - Miglior attrice protagonista a Katharine Hepburn
  - Candidatura Miglior film
- 1969 - Writers Guild of America
  - WGA Award a James Goldman
- 1970 - Writers' Guild of Great Britain
  - Migliore sceneggiatura a James Goldman